# Gymnochroma plagiata
Gymnochroma plagiata là một loài bướm đêm thuộc phân họ Arctiinae, họ Erebidae.